# Moose Lake (Minnesota)
Moose Lake – miasto w Stanach Zjednoczonych, w stanie Minnesota, w hrabstwie Carlton.
W mieście częściowo dzieje się akcja filmu animowanego Rio z 2011 roku.